# مجموعة أولام
مجموعة أولام الدولية إحدى الشركات الرائدة في مجال الأغذية والزراعة على مستوى العالم.
تتبنى الشركة نظامها الالخاص حيث تهتم بكل مرحلة من زرع البذور إلى نقل المنتجات إلى أرفف منافذ البيع والتي وصلت إلى أكثر من 23,000 منفذ في جميع أنحاء العالم.
تعتبر أولام واحدة من أكبر موردي حبوب الكاكاو والقهوة والقطن والأرز في العالم.

## التاريخ
تم تأسيس شركة أولام الدولية في عام 1989، حيث تطورت من شركة تهتم بمنتج واحد إلى شركة ذات أعمال متعددة المنتجات ومتعددة الجنسيات. يعمل بالشركة الآن أكثر من 70,000 موظف غير العمال الموسميين والعمالة المؤقتة من أكثر من 70 جنسية مختلفة.
في عام 1989، أسست مجموعة كيوالرام تشانراي شركة أولام في نيجيريا لبداية عمليات التصدير غير النفطية خارج نيجيريا لتأمين العملة الصعبة اللازمة لباقي شركات المجموعة الأخرى في نيجيريا. بعد نجاح العمليات، بدأت أولام بالتركيز على تصدير المنتجات الزراعية الأخرى كعمليات مستقلة. نقل المقر الرئيسي للشركة في لندن تحت اسم مجموعة تشانراي الدولية المحدودة. بدأت الشركة في تصدير الكاجو من نيجيريا ثم توسعت لتشمل صادرات القطن والكاكاو والجزر من نيجيريا.

### الانتقال إلى سنغافورة
في الفترة من عام 1993 إلي عام 1995، ظهر نمو الشركة الواسع فبعد ما كانت تنفذ عملية واحدة أصبحت تقوم بعمليات متعددة في دول مختلفة على مراحل، شملت المرحلة الأولى دول غرب أفريقيا بما في ذلك بنين وتوجو وغانا وكوت ديفوار وبوركينا فاسو والسنغال وغينيا بيساو والكاميرون والجابون بينما شملت المرحلة الثانية دول شرق أفريقيا بما في ذلك تنزانيا وكينيا وأوغندا وموزمبيق ومدغشقر وأخيرا الهند. تزامن الانتقال إلى تلك البلدان مع تحرير أسواق السلع الزراعية.
في 4 يوليو 1995، تم تأسيس مجموعة أولام الدولية كشركة عامه محدودة، وفي عام 1996 نقلت أولام كامل عملياتها من لندن إلي سنغافورة بدعوة من مجلس تنمية التجارة في سنغافورة (المعروف الآن باسم المشاريع الدولية سنغافورة)، بالإضافة إلى ذلك منحت حكومة سنغافورة شركة أولام الوضع المتداول الدولي المعتمد (يطلق عليه الآن برنامج المتداول العالمي). بموجب هذا الوضع حصلت أولام على معدل ضريبة امتياز بنسبة 10%. في عام 2004، تم تخفيض النسبة إلي 5 %.
عند الانتقال إلى سنغافورة، تمت إعادة تنظيم الأعمال الزراعية للمجموعة لتكون مملوكة بالكامل لشركة أولام الدولية المحدودة في سنغافورة. في أثناء هذه المرحلة، نجحت الشركة في القيام بالعديد من العمليات في كلا من أندونيسيا، فيتنام، تايلاند، الصين، بابوا غينيا الجديدة، الشرق الأوسط، وآسيا الوسطى والبرازيل.

### العرض العامّ الأول
في عام 2002، أصبحت شركة راسل إيف سنغافورة للاستثمارات المحدودة، والتي تقوم إيف كابيتال علي إدارتها، أول مستثمر خارجي تحصل علي حصة في الشركة. في عام 2003، حصلت شركة تيماسيك القابضة من خلال استثمارات سيليتار، شركتها الفرعية على حصة في أسهم الشركة، تبعتها مؤسسة التمويل الدولية.
في فبراير عام 2005، تم إدخال أولام الدولية المحدودة في المجلس الرئيسي لبورصة سنغافورة. في عام 2009، قامت تيماسيك باستثمار استراتيجي في اولام.
اعتبارًا من ديسمبر 2014، بعد العرض التطوعي العام، أصبحت تيماسيك تمتلك ما يقرب من 51.4% من أسهم أولام. في عام 2015، استحوذت شركة ميتسوبيشي على حصة بنسبة 20% مما يجعلها ثاني أكبر مساهم.
بينما يمتلك فريق إدارة أولام ما يقرب من 5.8% من إجمالي الأسهم العامة. أما التعويم الحر المملوك من قبل المساهمين العامين فقد وصل إلى ما يقرب إلى 14.8% من الأسهم.

### الطرح العام الأول
أولام نشطة في إدارة سلسلة التوريد في المواد الخام الزراعية والمكونات الغذائية. من خلال عملياتها في أكثر من 70 دولة، تقوم أولام بتوفير 47 منتجًا زراعيًا وتسويقها لأكثر من 23,000 عميل مع قوة عاملة للموظفين تبلغ 30,045، ويبلغ مجموعهم 70,000 عندما يتم تضمين العمال المتعاقدين والعمال المؤقتين.
في عام 2010، ناقشت مجموعة أولام الدولية عملية دمج محتملة مع أحد منافسيها الرئيسيين، وهي شركة لويس دريفوس ومقرها جنيف، وهي أكبر شركة ف العالم لتجارة القطن والأرز. في أوائل 2011، تم التخلي عن فكرة الدمج المحتمل بسبب عدم تمكن الطرفين من العثور علي اتفاق بشأن التفاصيل.
في يوليو 2013، صرحت أولام أنها ستبيع أصولها القطنية في زيمبابوي لصاحب أعلى سعر لكونها شركة أسهم خاصة.

## زيت النخيل والكاكاو والمطاط المرتبط بإزالة الغابات
في الفترة بين عامي 2011 و 2015، ازداد حجم تجارة زيت النخيل في شركة أولام بنحو عشرين مرة تقريبًا - من 71,000 طن إلى 1.53 مليون طن. على الرغم من التزام أولام المعلن بزيت النخيل الحاصل على شهادة RSPO، إلا أنها تخلت الشفافية مع توسع الإنتاج.
كشف تقرير صادر عن منظمة NGO منظمة غير حكومية ومقرها الجابون في 12 ديسمبر 2016، أن شركة أولام كانت تدير عمليات سرية لتجارة زيت النخيل في جميع أنحاء العالم، لا سيما مع مورديها الخارجيين في آسيا. تم توجيه العديد من التهم لأولام بإزالة الغابات وتدمير بيئة الحيوانات مثل الغوريلا والشمبانزي والفيلة بعد أن تم إثبات قطع ما يقرب من 26,000 هكتار (64,000 فدان) في غابات الجابون لتصنيع زيت النخيل.
تظهر الصور ومقاطع الفيديو الواردة في تقرير المنظمات غير الحكومية مجموعة أولام وهي تقوم بإزالة الغابات المطيره لتصنيع المطاط، وهي أكبر مزرعة لزيت النخيل في أفريقيا. أثبتت التحاليل أن أولام قامت بتطهير 26,000 هكتار من غابات الجابون منذ عام 2012.
وثقت المنظمتان غير الحكوميتان أيضًا أولام وهي تقطع مساحة بحجم العاصمة واشنطن في منطقة كانت غابة سليمة في شمال الجابون، للمطاط في الجابون.
في 16 ديسمبر 2016، بعد وقت قصير من نشر التقرير، قدمت منظمة NGO شكوى رسمية ضد اولام إلى مجلس رعاية الغابات بتهمة إزالة الغابات.
في 13 سبتمبر 2017، أصدرت المنظمة تقريرًا ثانيًا توثق فيه النتائج التي توصلت إليها وتجرم أولام بشراء الكاكاو المزروع بشكل غير قانوني في المنتزة الوطني وغيرها من الغابات المحمية في ساحل العاج.
اتهم التقرير الشركة بتهديد البيئة الطبيعية للحيوانات مثل الغوريلا والشمبانزي والفيلة لزراعة الكاكاو وتحويل 7 مناطق في الغابات المطيرة إلى مزارع الأمر التي لم تنكره الشركة.

## مزاعم المياه الموحلة
في نوفمبر 2012، اتهمت منظمة كارسون بلوك لأبحاث المياه الموحلة أولام باستخدام رافعات مالية في محاولة لتفادي فشلهم في الإدارة. هاجمت الشركة المنظمة ووصفت التقرير بأن لا أساس له من الصحة ورفعت دعوى ضد المنظمة للتشهير بها، لكن مع ذلك انخفضت أسهم الشركة بنسبة 21%.

## عمليات الإخلاء القسري وتطهير الأراضي في لاوس
يتمثل نشاط الشركة في لاوس في إنتاج القهوة وإزالة الغابات والقرى لزرع مزارع كبيرة. كانت العديد من تلك المزارع في الأصل غابات مطيره مأهولة بالسكان من قبل القرويين الذين على الرغم من دفع ضرائبهم إلا أنه تم إخلائهم قسريا.

## إتلاف سوق تصدير الأرز في ميانمار
في أبريل 2019، دمرت شركة افوري كوست ما يقرب من 17,000 طن في ميانمار من الأرز بعد أن أعلن مسؤولو الصحة أن الأرز غير صالح للاستهلاك البشري.

## وصلات خارجية
- الموقع الرسمي لشركة أولام
- مشاكل أولام في غينيا بيساو